# Fábio Santos Romeu
Fábio Santos Romeu (São Paulo, Brasil, 16 de setembre de 1985) és un futbolista brasiler. Va disputar 4 partits amb la selecció del Brasil.